# 케이블 라디오

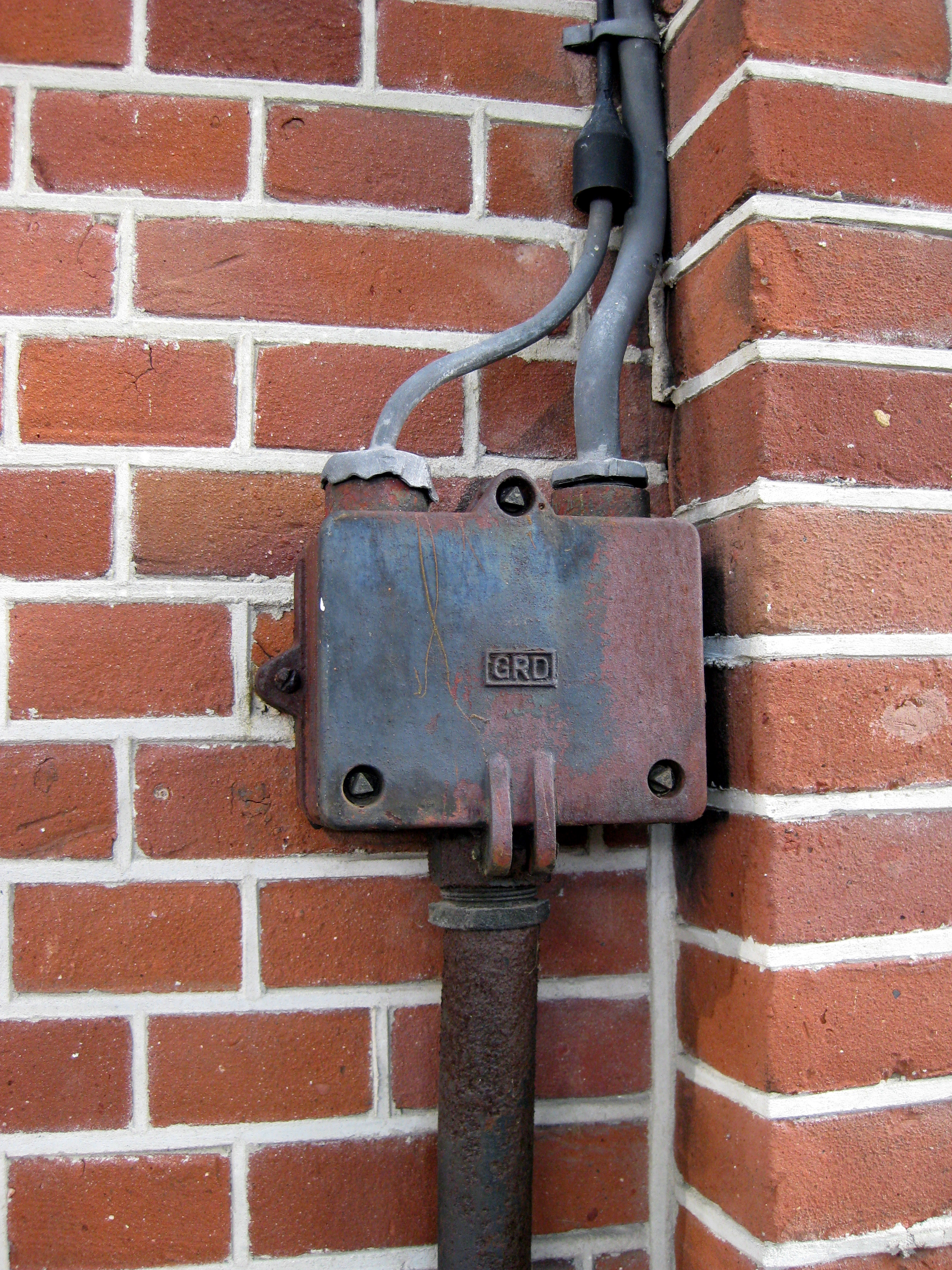

케이블 라디오(cable radio)는 케이블 텔레비전의 것과 유사한 개념으로, 무선 방송을 동축 케이블을 통해 가정과 기업에 도입한 것이다.  초기에 케이블 TV가 수신이 어려운 지역에서 OTA 무선 신호의 품질을 강화하기 위해 사용되었던 동일한 이유로 사용되는 것이 일반적이다. 그러나 케이블 전용 무선 아웃렛도 존재한다.

## 같이 보기
- 위성 라디오